# Educational Broadcasting System
Korea Educational Broadcasting System (en hangul, 한국교육방송공사; romanización revisada, Hanguk Gyoyuk Bangsong Gongsa), más conocida por sus siglas EBS, es una radiodifusora pública surcoreana que está especializada en programas educativos. Actualmente gestiona dos cadenas de radio, seis canales de televisión y un servicio internacional.
EBS es miembro activo de la Unión Asia-Pacífica de Radiodifusión (ABU).

## Historia
Antes de que existiera EBS, la radio y televisión educativa de Corea del Sur dependían del Instituto de Desarrollo Educativo (KEDI) y de la radiodifusora pública Korean Broadcasting System (KBS).  A finales de los años 1980, el gobierno surcoreano decidió separar el servicio educativo de KBS, creando una nueva empresa pública que asumió el canal de televisión KBS3 —fundado en 1980— y la cadena de radio 104.5 FM.
Educational Broadcasting System (EBS) comenzó sus emisiones el 27 de diciembre de 1990, con una programación basada en contenidos educativos, enseñanza de idiomas, programas infantiles y dibujos animados. En esa época el director era nombrado por el KEDI. Siete años más tarde el grupo puso en marcha los primeros canales de televisión por satélite.
El 22 de junio del 2000, EBS se convirtió en una corporación pública independiente. Desde entonces ha tratado de desarrollarse como una productora mundial de educación en línea, a través de cursos educativos y contenidos multimedia.

## Financiación
EBS es una corporación pública cuya principal fuente de ingresos es la venta de productos: libros de texto, cursos, publicaciones educativas y derechos de televisión entre otros contenidos. Aunque la empresa se beneficia del impuesto general para la radiodifusión pública, cobrado a través del recibo de la luz, tan solo recibe un 3% de la recaudación total. El resto del presupuesto se cubre con aportaciones directas del estado.

## Servicios

### Radio
EBS gestiona una única cadena de radio en frecuencia modulada y una señal alternativa en internet. Sus programas pueden descargarse en formato pódcast:
- EBS FM — su oferta está centrada en cursos de idiomas, programas educativos y espacios culturales. Cuenta con emisoras en todo el país. Se puso en marcha en 1981.
- EBS Bandi — señal exclusiva de internet que ofrece programas ya emitidos por EBS FM.

### Televisión
La oferta de EBS consta de dos canales generalistas en televisión digital terrestre, cuatro canales temáticos y un canal internacional. Todos ellos están disponibles en señal abierta a través de internet y en los paquetes básicos de televisión por suscripción.

#### En abierto
- EBS 1 — señal principal que ofrece documentales, cultura, programación infantil, dibujos animados y espacios divulgativos. Anteriormente gestionado por KBS, comenzó sus emisiones en 1980.
- EBS 2 — señal alternativa especializada en cursos y contenido educativo. Fue inaugurado en 2015.

#### Cable, satélite e IPTV
- EBS +1 — canal enfocado a la preparación del Test de Aptitud Escolar Universitaria.
- EBS +2 — especializado en cursos de educación primaria y secundaria.
- EBSe — canal temático de cursos de inglés a diferentes niveles.
- EBS Kids — canal infantil.

#### Internacional
- EBS America — canal internacional dirigido a la comunidad coreana. Comenzó sus emisiones en 2006.

### Cursos interactivos
Junto a los canales de radio y televisión, EBS funciona como una plataforma de educación en línea que ofrece recursos para los estudiantes surcoreanos, con el apoyo del ministerio de Educación surcoreano. Sus servicios más utilizados son los cursos de preparación para el Test de Aptitud Escolar Universitaria (suneung) y los cursos de inglés. También elabora cursos de educación básica y secundaria, matemáticas, software educativo, cultura general e idiomas extranjeros.
La oferta de EBS no se centra solo en la comunidad coreana: a través del portal web Durian, ofrece cursos básicos de cultura e idioma coreano en tres idiomas: inglés, chino y vietnamita.